# Contarinia geniculati
Contarinia geniculati är en tvåvingeart som beskrevs av Reuter 1895. Contarinia geniculati ingår i släktet Contarinia och familjen gallmyggor. Inga underarter finns listade i Catalogue of Life.